# Хакасский округ
Хакасский округ — административно-территориальная единица Сибирского края, существовавшая в 1925 — 1930 годах.
Хакасский округ был образован 9 декабря 1925 года из бывшего Хакасского уезда. Центром округа было назначено село Усть-Абаканское. Округ был разделён на 4 района:
- Аскызский район. Центр — село Аскыз
- Таштыпский район. Центр — село Таштып
- Чарковский район. Центр — улус Чарковский
- Чебаковский район. Центр — село Чебаки

К Хакасскому округу отошла часть Бейского района, Абакано-Перевозинская, Тюп, Сарагаш, Малый Сютик, Копьёво и др. территорий.
В 1925 от Чарковского района был отделён Боградский (центр — Сухая Тесь).
30 июля 1930 Хакасский округ отошёл к Западно-Сибирскому краю.
Хакасский округ преобразован в Хакасскую автономную область постановлением Президиума ВЦИК от 20 октября 1930 «О ПРЕОБРАЗОВАНИИ ХАКАССКОГО ОКРУГА В СУЩЕСТВУЮЩИХ ЕГО ГРАНИЦАХ В АВТОНОМНУЮ ХАКАССКУЮ ОБЛАСТЬ, ВХОДЯЩУЮ КАК ТЕРРИТОРИАЛЬНАЯ ЧАСТЬ В СОСТАВ ЗАПАДНОСИБИРСКОГО КРАЯ». Принято на основании решения ЦИК и СНК СССР о ликвидации округов от 23 июля 1930.
Население округа в 1926 году составляло 88,9 тыс. человек. Из них хакасы — 49,8 %; русские — 46,6 %.
Значит, расширялись права и возможности округа в экономическом, культурном и политическом развитии. Государственные ассигнования уже в 1925—1926 возросли почти в 25 раз, до 60 % налоговых сборов шло на местные нужды. 1-я Хакасская окружная партийная конференция (30 октября — 2 ноября 1925), определила задачи по руководству округом. Секретарем окружкома партии был избран Е. А. Шурыгин. 4—10 ноября 1925 состоялся 1-й Хакасский окружной съезд Советов рабочих, крестьянских и красноармейских депутатов. Из доклада Г. И. Итыгина известно, что к этому времени в 479 населённых пунктах округа проживало почти 80 тысяч населения. Хакасы составляли 70 %. На съезде был утвержден бюджет округа. Председателем окружного исполкома был избран вновь Г. И. Итыгин. 1-я окр. комсомольская конференция состоялась 29 декабря 1925 — 2 января 1926. Секретарём окружкома комсомола был избран Иван Киштеев.
На 1 июня 1928 года в Хакасском отделе ОГПУ работали 16 человек, из которых лишь 1 человек относился к хакасам.